# Ennearthron amamense
Ennearthron amamense is een keversoort uit de familie houtzwamkevers (Ciidae). De wetenschappelijke naam van de soort werd in 1959 gepubliceerd door Mutsuo Miyatake.